# Joëlle Léandre
Joëlle Léandre   (Ais de Provença, 12 de setembre de 1951) és una contrabaixista, vocalista i compositora de música contemporània i improvisació lliure.

## Carrera musical
En l'àmbit de la música contemporània, ha col·laborat amb l'Ensemble InterContemporain de Pierre Boulez, i amb Merce Cunningham i John Cage. Tant Cage com Giacinto Scelsi han compost obres específicament per a ella.
Feu un concert en solitari en el Jazz em Agosto del 2007 (Fundació Calouste Gulbenkian, Lisboa, Portugal). En aquest festival de jazz, Léandre també col·laborà amb el Quartet Noir, que rarament actua en directe, amb Marilyn Crispell, Urs Leimgruber i Fritz Hauser.
També ha treballat amb músics en els camps del jazz i la música improvisada, com ara amb Derek Bailey, Barre Phillips, Anthony Braxton, George Lewis, India Cooke, Evan Parker, Irène Schweizer, Steve Lacy, Maggie Nicols, Fred Frith, Carlos Zíngaro, John Zorn, Susie Ibarra, J. D. Parran, Kevin Norton, Eric Watson, Ernst Reijseger, Akosh S. i Sylvie Courvoisier.
El 1983 entrà en l'European Women Improvising Group (EWIG), que més tard es va dir Feminist Improvising Group, i a principis de la dècada del 1990 cofundà el trio d'improvisació feminista Les Diaboliques, amb Schweizer i Nicols.

## Discografia

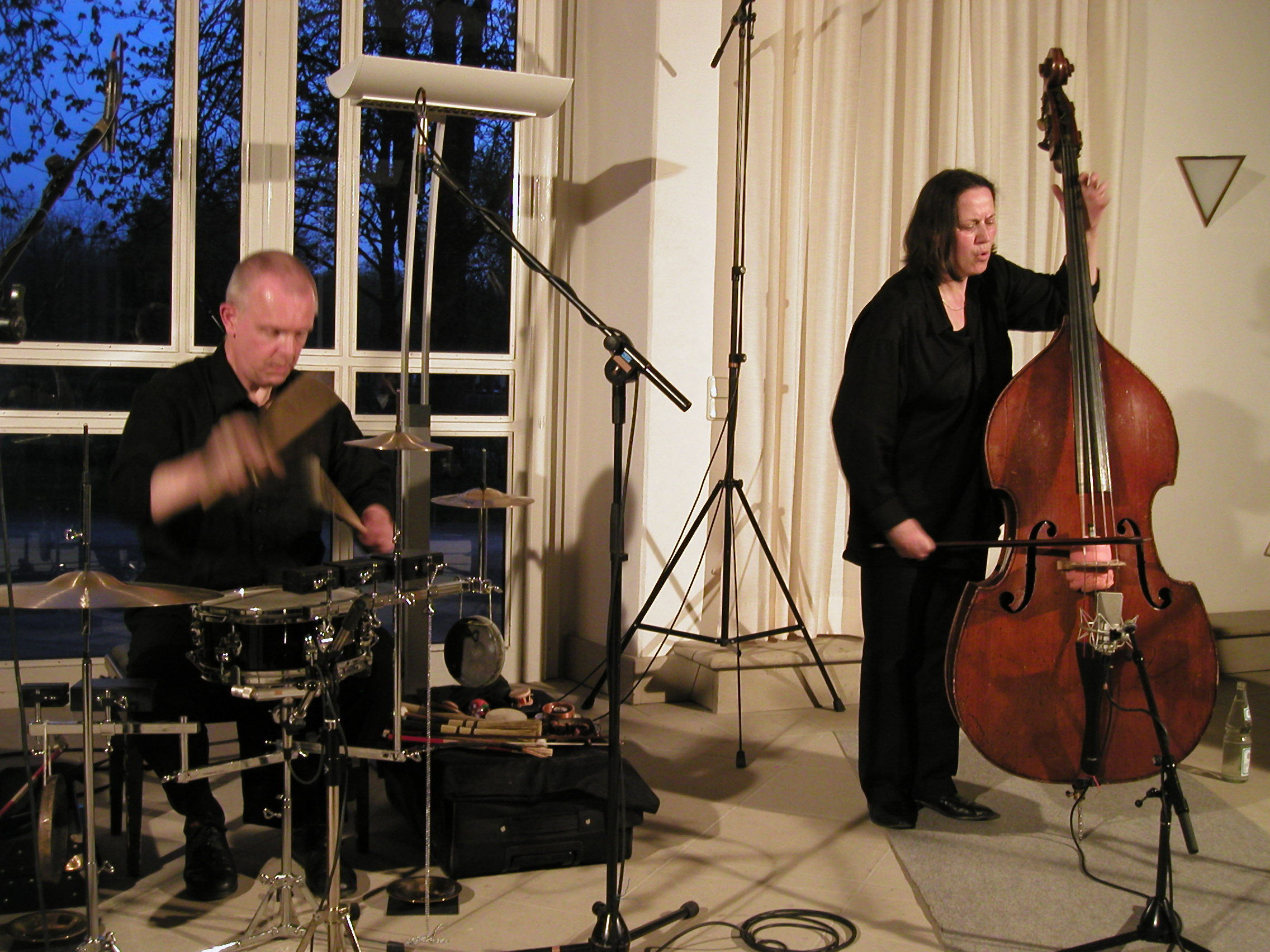
Joëlle Léandre i Fritz Hauser amb el Quartet Noir al castell de Weikersheim

- 1981: Contrabassiste, QCA Redmark-Liben Records
- 1981–1982: Instant Replay, amb Lol Coxhill, Nato.
- 1982: Live at The Bastille, amb Maggie Nicols i Lindsay Cooper, Sync Pulse.
- 1983: Couscous, amb Lol Coxhill, Nato.
- 1983: Les Douze sons, Nato.
- 1983: Trios, Incus 51. Company.
- 1984: Live at Taktlos, Intakt (trio amb Irène Schweizer i Paul Lovens).
- 1984: Sweet Zee, Daunik Lazro, Hat Art.
- 1984: Pour un demi-poulet, Nato (un morceau sud Alfred Hitchcock Tribute Album).
- 1985–1987: Paris Quartet, Intakt.
- 1985: Sincerely, Plainisphare (solo).
- 1986: Canaille, Intakt.
- 1986: Cordial gratin, amb Irène Schweizer, FMP.
- 1986: Frerebet Soeurboise, duo amb Peter Kowald, FMP.
- 1986: Soeurbet, Frereboise, duo amb Peter Kowald, FMP.
- 1986–1988: The Storming of the Winter Palace, Intakt.
- 1987: Contrabasse et voix ADDA.
- 1987: Les domestiques, duo amb Jon Rose, Konnex.
- 1987: Violin Music for Restaurants, duo amb Jon Rose, ReR.
- 1988: Anthony Braxton Group, Ensemble, Victoriaville.
- 1988: En Chair et en os, basat en els poemes de Julien Blaine, DCC.
- 1990: Écritures, amb Carlos Zíngaro, In Situ.
- 1990: Trend, amb Mario Schiano, Evan Parker, Alex Von Schlippenbach i Paul Lytton, Splasc(h) Records.
- 1990: Urban Bass, solo, EDD.
- 1991: Palimpseste, duo amb Eric Watson, Hat Art.
- 1991: Canaille 91.
- 1992: Haunting the Spirits Inside Them..., Music and Arts.
- 1992: Okanagon, composicions de Scelsi, Hat Art.
- 1992: L'Histoire de Mme Tasco, Canvas Trio, Hat Art.
- 1992: Urgent Meeting 221 (amb Un Drame Musical Instantané), GRRR.
- 1992: Letter 3, duo amb Sainkho Namchylak, Léo.
- 1993: Les Diaboliques, Intakt.
- 1993: Blue Goo Park, duo amb Carl, FMP.
- 1993: Nuage en voyage, duo amb Annick Nozati, Z.o.o.
- 1993: Tracks, amb Mario Schiano i Peter Kowald, Le Parc Music.
- 1994: Sound on Stage Part 1, amb Carlos Zíngaro, Musicworks.
- 1994: Sincerely, solo, Planisphare.
- 1994: Joëlle Léandre – Pascal Contet, Grave.
- 1994: Blue Memories, amb Mario Schiano i Renato Geremia, Splasc(h) Records.
- 1994: Les diaboliques, Splitting Image, Intakt.
- 1994–1995: No Comment, solo, Red Toucan.
- 1995: John Cage, Auvidis Montaigne.
- 1995: Not Missing Drums Project, amb Urban Voices, Léo Lab.
- 1996: Live @ Banlieues Bleues, amb Georg Graewe i François Houle, Red Toucan
- 1996: 18 Colors, duo amb Lauren Newton, Leo Records.
- 1996: Duos 3–13, For 4 Ears, duos amb Fredy Studer.
- 1996: Moments Music and Arts, Canvas Trio.
- 1996: No Try No Fail, trio amb Urs Leimgruber i Fritz Hauser, Hatology.
- 1998: Joëlle et Tetsu, duo amb Tetsu Saitoh, Omba.
- 1997: Philippe Fénelon, Five Pieces on New Music, MFA.
- 1997: Incandescences, duo amb Giorgio Occhipinti, Tonesetters.
- 1997: No Waiting, duo amb Derek Bailey, Potlatch.
- 1997: E'vero, duo amb Sebi Tramontana, Leo Records.
- 1997: Les Diaboliques, Live at the Rhinefalls, Intakt.
- 1997: Chantal Dumes, Le parfum des femmes, OHM/AVTR.
- 1998: Contrabasses, duo amb William Parker, Leo Records.
- 1998: Short Takes, duo amb Haruna Miyake, Egg Farm.[6]
- 1998: Improvisation & Performance, Mesostics.
- 1998: Ryoanji: John Cage Concert in Hiroshima, amb Kumi Wakao, Mesostics.
- 1998: Solo Bass, Mesostics.
- 1998: Sapporo Duets, duo amb Ryoji Hojito, Tonesetters/Jazz Halo.
- 1998: Quartet Noir, amb Urs Leimgruber, Marilyn Crispell i Fritz Hauser, Victo.
- 1998–1999: Saadet Türköz, Marmara Sigui, Intakt.
- 1999: Joëlle Léandre Project, Leo Records.
- 1999: Tricotage, duo amb Danielle P. Roger, Ambiances Magnétiques.
- 1999: Organic – Mineral, amb Kazue Sawai, In situ.
- 1994–2000: Amalgam(e): 10 ans de Red Toucan, Red Toucan.
- 2000: Dire du dire, Rectangle.
- 2000: Quelque part, Lithium.
- 2000: C'est ça, amb Hasse Poulsen i François Houle, Red Toucan.
- 2000: John Cage #4, amb Kumi Wakao, Mesostics.
- 2000: Joëlle Léandre & Yu Wakao, Mesostics.
- 2000: Signature: live at the Egg Farm, duos amb Masahiko Satoh i Yuji Takahashi, Red Toucan.
- 2000: Festival Beyond Innocence: 4 1999–2000 (dues peces en una compilació), Innocent Records.
- 2000: Concerten, Muziekinstrumentenmuseum (una peça i solo en una compilació), MIM.
- 2000: La 5e feuille, The poetry fo Julien Blaine, DCC.
- 2001: Out of Sound, Leo Records.
- 2001: Timbreplus, Timbre with Hauser, Léandre, Leimgruber, ARBE.
- 2001: Madly You, Lazro, Léandre, Zíngar, Lovens, Potlatch.
- 2001: 1/2, Léandre, Zíngar, Tramontana, No label.
- 2001: The Chicken Check in Complex, Zíngar, Léandre, Tramontana, Leo Records.
- 2001: For Flowers, Joëlle Léandre, Mat Maneri, Joel Ryan, Christophe Marguet, Leo Records.
- 2001: Passaggio, Sylvie Courvoisier, Joëlle Léandre, Susie Ibarra, Intakt.
- 2002: Roland Kirk, Duets 2, amb Ramón López, Leo Records.
- 2002: Ocean of Earth, Kevin Norton, Joëlle Léandre, Tomas Ulrich, Barking Hoop.
- 2002: Tempted to Smile, Fred Frith, Joëlle Léandre, Jonathan Segel, Spool.
- 2002: No Day Rising, Brett Larner, Joëlle Léandre, Kazuhisa Uchihashi, Spool.
- 2002: The Space_Between, Philip Gelb, Pauline Oliveras, Dana Reason, Joëlle Léandre, 482 Music.
- 2002: Evident, duo amb Mark Nauseef, 482 Music.
- 2002: One More Time, Steve Lac, Joëlle Léandre, Leo Records.
- 2003: After You Gone, Barre Phillips, Joëlle Léandre, William Parker, Tetsu Saitoh, Victo.
- 2003: Györ, duo amb Akosh S, Reqords.
- 2003: Sud uneix balançoire, duo amb Gianni Lenoci, Ambiances Magnétiques.
- 2003–2004: Irène Schweizer: un film de Gitta Gsell, Intakt DVD.
- 2004: India Cooke, Firedance, Red Toucan.
- 2004: Ramón López Flowers Trio, Flowers of Peace, Leo Records.
- 2004: Quartet Noir, Lugano, Victo.
- 2004: Cruxes, Aurora Josephson, Joëlle Léandre, Damon Smith, Martin Blume, Balanç Point Acoustics.
- 2005: Concerto grosso, Tonesetters, solo, Jazz Halo.
- 2005: Face It!, duo amb Lauren Newton, Leo Records.
- 2005: At The Le Mans Jazz Festival, Leo Records.
- 2005: Voyages, duo amb Masahiko Satoh, BJSP.
- 2005: Open Waves Concert, duo amb Carlos Bechegas, Forward.
- 2005: Freeway, duo amb Pascal Contet, Clean Feed.
- 2005: 25th NWM, Ninth World Music (one piece on a compilation).
- 2006: Les Diaboliques, Jubilee Concert, Intakt DVD.
- 2006: Winter in New York, duo amb Kevin Norton, Leo Records.
- 2006: 9 moments, Houle, Léandre, Strid, Red Toucan.
- 2006: The Stone Quartet, Joëlle Léandre, Marilyn Crispell, Roy Campbell, Mat Maneri, DMG.
- 2006: À l'improviste, Joëlle Léandre, Barre Phillips, Kadima Collective Recordings.
- 2007: Psychomagic Combination, Joëlle Léandre, Gianni Lenoci, Vittorino Curci, Marcello Magliocchi, Setola di Maiale.
- 2007: Duo (Heidelberg Loppem), duo amb Anthony Braxton, Leo Records.
- 2007: Live, solo i improvisació col·lectiva, Kadima Collective Recordings.
- 2008: Trace, Léandre, Vidal, Boni, Red Toucan.
- 2008: Out of Nowhere, duo amb Quentin Sirjacq, Ambiances Magnétiques.
- 2008: Basse Continue, DVD, Hors Œl éditions.
- 2008: KOR, duo amb Akosh S, Leo Records.
- 2008: Transatlantic Visions, duo amb George Lewis, Roguart.
- 2009: Live at Dunois, duo amb William Parker, Leo Records.
- 2009: Live aux Instants Chavirés, duo amb Jean-Luc Cappozzo, Kadima Collective Recordings.
- 2010: Before After, trio amb Nicole Mitchell i Dylan Van Der Schyff, RogueArt.
- 2012: Trans, duo amb Serge Teyssot-Gai, Intervalle Triton.
- 2013: The Bill Has Been Paid, duo amb Steve Dalachinsky, Dark Tree.
- 2013: Trio Ceccaldi amb Joëlle Leandre, Ayler Records.
- 2014: Tout va monter, trio amb Benoît Delbecq i Carnage The Executioner, Nato.
- 2014: Hasparren, duo amb Daunik Lazro, NoBusiness Records.
- 2014: 3, duo amb Pascal Contet, Ayler Records.
- 2014: Sisters Where, duo amb Nicole Mitchell, Roguart.
- 2015: MMM Quartet, Joëlle Léandre, Fred Frith, Alvin Curran, Urs Leimgruber, Roguart.
- 2016: Joëlle Léandre 10, Can You Hear Me?, amb Guillaume Aknine, Florent Stache, Jean-Brice Godet, Théo Ceccaldi, Christiane Bopp, Jean-Luc Cappozzo, Séverine Morin, Alexandra Grimal, Valentin Ceccaldi, Ayler Records.